# Ilyrgis capnosia
Ilyrgis capnosia là một loài bướm đêm trong họ Noctuidae.